# Jättendals socken
Jättendals socken i Hälsingland ingår sedan 1974 i Nordanstigs kommun och motsvarar från 2016 Jättendals distrikt.
Socknens areal är 105,60 kvadratkilometer, varav 100,60 land. År 2000 fanns här 964 invånare. Kustbyarna Hårte, Mellanfjärden och Lönnånger samt tätorten och kyrkbyn Jättendal med sockenkyrkan Jättendals kyrka ligger i socknen. 

## Administrativ historik
Jättendals socken har medeltida ursprung. 
Vid kommunreformen 1862 övergick socknens ansvar för de kyrkliga frågorna till Jättendals församling och för de borgerliga frågorna bildades Jättendals landskommun. Landskommunen inkorporerades 1952 i Harmångers landskommun som 1974 uppgick i Nordanstigs kommun. Församlingen uppgick 2006 i Harmånger-Jättendals församling, som 2019 uppgick i Nordanstigskustens församling.
1 januari 2016 inrättades distriktet Jättendal, med samma omfattning som församlingen hade 1999/2000.
Socknen har tillhört fögderier, tingslag och domsagor enligt vad som beskrivs i artikeln Hälsingland. De indelta båtsmännen tillhörde Första Norrlands andradels båtsmanskompani.

## Geografi
Jättendals socken ligger vid kusten norr om Hudiksvall kring Jättendalssjön (Kyrksjön) och Bälingsjön och med en skärgård som rymmer öar som Jättholmen. Socknen har dalgångsbygd vid vattendragen och sjöarna i kustområdet och är i övrigt kuperad småbergig skogsbygd.
Området genomkorsas av europaväg 4 samt av Ostkustbanan. I väster når socknen fram till Häggviken av Storsjön (41,6 m ö.h.). I nordväst når socknen fram till Orrsjön (103 m ö.h.) där socknarna Jättendal, Bergsjö och Gnarp möter varandra.

## Historik
Från stenåldern finns boplatser och från bronsåldern och äldre järnåldern gravrösen. Från järnåldern finns cirka 230 gravhögar. En runsten finns vid kyrkan och en skatt med förgyllda praktspännen har påträffats.
Från medeltiden finns ödekyrkogårdar och dessutom gamla, numera uppgrundade, fiskelägen på öarna.
År 1929 hade Jättendals socken 1217 hektar åker och 7133 hektar skogs- och hagmark.

## Namnet
Namnet (1402 Ietunda) är ett bygdenamn innehåller förleden iätundar en inbyggarbeteckning bildat från fjärden Iätunder var rester återfinns i Mellanfjärden och Jättundasjön. Fjärdnamnet är sannolikt bildat av iät, 'betesmark' och under, 'havsvik'. Efterleden dal syftar på dalenn där kyrkorten ligger.

## Befolkningsutveckling
| Befolkningsutvecklingen i Jättendals socken 1750–1990                                                    | Befolkningsutvecklingen i Jättendals socken 1750–1990 | Befolkningsutvecklingen i Jättendals socken 1750–1990 | Befolkningsutvecklingen i Jättendals socken 1750–1990 | Befolkningsutvecklingen i Jättendals socken 1750–1990 |
| --- | ----------------------------------------------------- | ----------------------------------------------------- | ----------------------------------------------------- | ----------------------------------------------------- |
| |                                                       |                                                       |                                                       |                                                       |
| År |                                                       |                                                       | Folkmängd                                             |                                                       |
| 1750 | 1750                                                  |                                                       | 404                                                   |                                                       |
| 1760 | 1760                                                  |                                                       | 441                                                   |                                                       |
| 1769 | 1769                                                  |                                                       | 483                                                   |                                                       |
| 1790 | 1790                                                  |                                                       | 557                                                   |                                                       |
| 1800 | 1800                                                  |                                                       | 696                                                   |                                                       |
| 1810 | 1810                                                  |                                                       | 731                                                   |                                                       |
| 1820 | 1820                                                  |                                                       | 829                                                   |                                                       |
| 1830 | 1830                                                  |                                                       | 961                                                   |                                                       |
| 1840 | 1840                                                  |                                                       | 1 001                                                 |                                                       |
| 1850 | 1850                                                  |                                                       | 1 075                                                 |                                                       |
| 1860 | 1860                                                  |                                                       | 1 162                                                 |                                                       |
| 1870 | 1870                                                  |                                                       | 1 150                                                 |                                                       |
| 1880 | 1880                                                  |                                                       | 1 200                                                 |                                                       |
| 1890 | 1890                                                  |                                                       | 1 214                                                 |                                                       |
| 1900 | 1900                                                  |                                                       | 1 239                                                 |                                                       |
| 1910 | 1910                                                  |                                                       | 1 328                                                 |                                                       |
| 1920 | 1920                                                  |                                                       | 1 388                                                 |                                                       |
| 1930 | 1930                                                  |                                                       | 1 420                                                 |                                                       |
| 1940 | 1940                                                  |                                                       | 1 316                                                 |                                                       |
| 1950 | 1950                                                  |                                                       | 1 317                                                 |                                                       |
| 1960 | 1960                                                  |                                                       | 1 117                                                 |                                                       |
| 1970 | 1970                                                  |                                                       | 972                                                   |                                                       |
| 1980 | 1980                                                  |                                                       | 988                                                   |                                                       |
| 1990 | 1990                                                  |                                                       | 1 005                                                 |                                                       |
| Anm: Källor: Umeå universitet - Tabellverket 1749-1859, Demografiska databasen, CEDAR, Umeå universitet. |                                                       |                                                       |                                                       |                                                       |